# Il sentiero dei ricordi
Il sentiero dei ricordi (Stealing Home) è un film del 1988 diretto da Steven Kampmann, con protagonisti Mark Harmon e Jodie Foster.

## Trama
L'ex giocatore di baseball Billy Wyatt è ormai un uomo adulto, ma una telefonata lo fa tornare indietro con i ricordi, quando era poco più che un adolescente di grandi prospettive, innamorato di Katie Chandler, ragazza ribelle dal destino tragico.

## Produzione
Il film venne girato in diversi stati degli USA (e in diverse città fra cui a Filadelfia, Pennsylvania, a Margate, Camden e Trenton, New Jersey, a San Bernardino, California). Prodotto da The Mount Company e la Warner Bros. Pictures.

## Distribuzione

### Data di uscita
Il film venne distribuito in varie nazioni, fra cui:
- Stati Uniti d'America, Stealing Home 26 agosto 1988

Il titolo è conosciuto con i nomi di Den största kärleken in Svezia, Kotiin paluu in Finlandia e Katies Sehnsucht nella Germania.

## Incassi
Il film ha incassato un totale di 7,467,504 dollari negli USA e nella prima settimana 2,346,864 dollari.

## Accoglienza

### Critica
La critica esalta l'interpretazione di Jodie Foster in questo film dal sapore misto.